# L'As de la crime
L'As de la crime (The Commish) est une série télévisée américaine en 92 épisodes de 44 minutes, créée par Stephen J. Cannell et Stephen Kronish et diffusée entre le 28 septembre 1991 et le 11 janvier 1996 sur le réseau ABC.
En France, la série a été diffusée du 26 juin 1993 au 20 août 1993 sur France 2.
Puis, diffusion de la saison 1 dans son intégralité du 5 septembre 1994 au 30 septembre 1994 sur France 2.
Diffusion des épisodes inédits du 6 janvier 1997 au 25 avril 1997 sur France 2.
Enfin, rediffusion du 3 septembre 1998 au 18 juin 1999 sur France 2. Rediffusion sur RTL9.

## Synopsis
Cette série met en scène les vies professionnelle et familiale du débonnaire Tony Scali, commissaire de police à Eastbridge, dans la banlieue nord de New York.

## Distribution
- Michael Chiklis (VF : Daniel Russo) : Commissaire Tony Scali
- Theresa Saldana (VF : Dominique Bailly) : Rachel Scali
- Kaj-Erik Eriksen (VF : Christophe Lemoine) : David Scali
- John Cygan (VF : Michel Vigné) : Lieutenant Paulie Pentangeli
- Melinda McGraw (VF : Pascale Vital) : Détective Cydavia « Cyd » Madison (1992-1994)
- Nicholas Lea (VF : Fabien Briche) : Officier Enrico « Ricky » Caruso (1991-1994)
- Geoffrey Nauffts (VF : Daniel Lafourcade) : Officier Stan Kelly
- Jason Schombing (VF : Hervé Caradec) : Officier Ronnie Lopez
- Pat Bermel (VF : Jean-Pierre Rigaux) : Officier Mike Rose (1991-1994)
- Ian Tracey : Officier Jon Hibbs
- Gina Belafonte : Officier Carmela Pagan (1991-1993)
- Kimberly Scott : Lucille Carter (1991-1994)

## Épisodes

### Saison 1 (1991-1992)
1. La Méthode Scali, première partie (A Matter of Life and Death, part one)
2. La Méthode Scali, seconde partie (A Matter of Life and Death, part two)
3. Une brillante famille (In the Best of Families)
4. Maniaque et masque (Do you see what I see ?)
5. Le professeur de l'année (The Poisoned Tree)
6. Plus de peur que de mal (Nothing to Fear but ...)
7. Rapport de force (Behind the Screen Door)
8. La Hachette (The Hatchet)
9. Pile ou face (Two Confessions)
10. Le bal du commissaire (The Commissioner's Ball)
11. Le plus grand des cadeaux (No Greater Gift)
12. Le quatrième homme (The Fourth Man)
13. Racket chez les viets (Charlie Don't Surf)
14. 35 ans plus tard (Skeletons)
15. Un match serré (The Wicked Flee)
16. La marche sur Moragan Heights (True Believers)
17. Policier du mois d'Avril (Officer April)
18. Sexe, Mensonge et Kérosène (Sex, Lies and Kerosene)
19. Le Roi Henri (Judgement Day)
20. Surprises (Shoot The Breeze)
21. Le Vengeur Vidéo (Video Vigilante)
22. Mi-Temps (The Puck Stops Here)

### Saison 2 (1992-1993)
1. Un commerce douteux, première partie (Adventures in The Skin Trade, part one)
2. Un commerce douteux, seconde partie (Adventures in The Skin Trade, part two)
3. Coup de feu à l'école (Guns & Sons)
4. La Dame du fichier (The Rolodex Madam)
5. D'un extrême à l'autre (The Witches of Eastbridge)
6. Le serment du cœur (The Two Faces of Ed)
7. Traitement de choc (Escape)
8. Un bon flic (A Time to be Born)
9. Témoin (Witness)
10. Immunité diplomatique (Sleep of the Just)
11. Retraite paisible (The Frame)
12. Impostures (Stoned)
13. Le mauvais génie (The Heart is a Lonely Sucker)
14. Bébés à vendre (The Sharp Pinch)
15. Le cadet (Dead Cadet's Society)
16. Œil pour œil, première partie (Family Business)
17. Œil pour œil, seconde partie (Out of Business)
18. Les Ides de Mars (The Ides of March)
19. Epidémie diplomatique (Blue Flue)
20. Une journée à Eastbridge (Eastbridge Boulevard)
21. Pas vu, pas pris (Sight Unseen)
22. Un cigare de trop (The Anti-Commish)

### Saison 3 (1993-1994)
1. L'Amour à mort, première partie (Suffer The Children, part one)
2. L'Amour à mort, seconde partie (Suffer The Children, part two)
3. Le Nouveau Commissaire (Scali, P.I.)
4. Johnny B (Burned Out Case)
5. Friandise (The Set-Up)
6. Les Marchands de haine (Rising Sun)
7. Le Fils de son père (Hero)
8. Piège infernal (Dying Affection)
9. Mauvaises Fréquentations (All That Glitters)
10. Meurtre en famille (Mansion)
11. Le Noël du cœur (A Little Heart)
12. Un cousin héroïque (Benny)
13. Charité mal ordonnée (Keeping Secrets)
14. Trafic de chiens (Dog Days)
15. Les Gardiens de la rue (Father Eddie)
16. Attaque à main armée (Bank Job)
17. David et Sheri (Romeo and Juliet)
18. La Sécurité en question (Security)
19. Une affaire presque classée (Dead Drunk)
20. Mauvaise Influence (The Letter of the Law)
21. Le Nouveau Sergent (Sergeant Kelly)
22. Le Contrat (The Iceman Cometh)

### Saison 4 (1994-1995)
1. Les risques du métier, première partie (Against The Wind, part one)
2. Les risques du métier, seconde partie (Against The Wind, part two)
3. Photos compromettantes (Working Girls)
4. Immigration clandestine (Born in the USA)
5. Question de confiance (Who do you Trust ?)
6. Le rapt (Nancy with the Laughing Face)
7. L'heure de la revanche (Revenge)
8. Une histoire de fou (Head Case)
9. Le dessin révélateur (The Lady Vanishes)
10. Le fantôme (Ghost)
11. Billet fatal (A Christmas Story)
12. Une affaire personnelle (Hidden)
13. Une vie doublement remplie (The Johnny Club)
14. Esprit de famille (The Golden Years)
15. Harcèlement (Accused)
16. La justice en question (The Trial)
17. Un vieux monsieur inoffensif (Cry Wolf)
18. Les Trois Mousquetaires de Brooklyn (Brooklyn)
19. Risques calculés (Letting Go)
20. Les trois frères (The Kid)
21. Le Gentleman de Broadway, première partie (Off Broadway, part one)
22. Le Gentleman de Broadway, seconde partie (Off Broadway, part two)

### Saison 5 (1995-1996)
1. Dans l'ombre de la potence (In The Shadow of the Gallows) (90 minutes)
2. La femme aux mille visages, première partie (Father Image, part one)
3. La femme aux mille visages, seconde partie (Father Image, part two)
4. La réception (Redemption) (90 minutes)

## Récompense
- NCLR Bravo Award 1996 : Theresa Saldana [9].

## Commentaires
- Le personnage de Tony Scali est inspiré d'un certain Tony Schembry, commissaire de police dans le quartier de Rye à New York, qui fut d'ailleurs conseiller technique de la série.

- Quelques années plus tard, on retrouvera Michael Chiklis interprétant un policier bien moins débonnaire dans la série The Shield.

## DVD
- L'intégralité des épisodes est sortie en Zone 1 en coffret 17 DVD le 12 octobre 2010 chez Mill Creek Entertainment uniquement en version originale et sans suppléments [10].